# Música de intervenção
Música de intervenção (Português europeu) ou música de protesto (Português brasileiro) é uma categoria de música popular que engloba canções compostas com o intuito de denunciar problemas de ordem social, política ou econômica e de incitar a luta por mudanças.
No Brasil, teve seu ápice durante as décadas de 1960 e 1970, no período da ditadura militar, e, em Portugal, nos últimos anos do Estado Novo.
Pode-se dizer que a primeira canção de protesto brasileira foi a "Canção do subdesenvolvido", gravada em 1961 e composta por Carlos Lyra e Chico de Assis, na época ligados ao Centro Popular de Cultura. Esse estilo alcançaria maior sucesso por meio dos Festivais da Música Popular exibidos por diversas emissora de TV, que possibilitaram o grande público ter acesso a artistas que se transformariam em ícones do gênero música de protesto. Após o governo de Costa e Silva decretar o AI-5 em 13 de dezembro de 1968, a liberdade artística, e a liberdade como um todo na sociedade brasileira, sofreu com a censura rígida. Artistas tiveram que encontrar formas alternativas de passarem suas mensagens ou em alguns casos se viram obrigados a sair do Brasil, fugindo da inevitável perseguição a que seriam vítimas por parte dos militares.

## A música de protesto na América Latina
A Revolução Cubana de 1959 foi um marco de extrema importância no processo de fortalecimento da identidade latino-americana na década de 1960. Neste momento, a América Latina alcançou um enorme destaque na disputa por espaço e poder no cenário mundial, que vivia a Guerra Fria entre Estados Unidos e União Soviética. A revolução passou a ser o principal assunto da política e da intelectualidade.
Neste mesmo cenário, marcos como a guerra do Vietnã e os movimentos pelos direitos civis nos Estados Unidos também abalaram os anos 60, que vivenciou a transformação do mundo, econômica, política, social e culturalmente. Florescia a ideia de que tudo era passível de mudança. Crescia a esperança em milhares de cidadãos.
Estimulados por esse contexto de fortes mudanças e transformações, cantores e compositores latino-americanos uniram-se com a ideia de que suas canções tinham o potencial de operar inúmeras outras mudanças e transformações na sociedade. Eles passaram a compor letras que propagavam ideias revolucionárias e atuavam na conscientização das massas. Criaram movimentos, promoveram encontros transnacionais, mobilizaram o continente americano. Esses artistas deram voz ao que conhecemos como “canções de protesto”.

### O movimento daNueva Canción
O termo “Nova Canção” se situa neste contexto de transformações ao redor do mundo nas décadas de 60 e 70; especialmente entre a juventude, acreditava-se estar vivendo “novos tempos”, nos quais seria possível romper com a opressão e criar uma sociedade mais justa e igualitária. Para alcançar esse objetivo, era fundamental formar um “homem novo”, dotado de consciência crítica e preparado para fazer a revolução se propagar por toda a América Latina.
Em diversos países da América do Sul, artistas passaram a conceber a música não apenas como fonte de entretenimento ou meio de ganhar dinheiro, mas sim como um poderoso veículo de comunicação com o povo. Estes artistas acreditavam que a arte era fundamental para se aproximar das classes menos favorecidas e conscientizá-las sobre a necessidade de se libertar da exploração imposta pelas elites.
A Nueva Canción foi um movimento heterogêneo, que abarcou diferentes movimentos ao redor das Américas e envolveu dezenas de artistas engajados, dentre os quais podemos citar Víctor Jara, Quilapayun, Inti-Illimany e Violeta Parra no Chile; Atahualpa Yupanqui, Mercedes Sosa e Facundo Cabral na Argentina; Alfredo Zitarrosa, Daniel Viglietti e Los Olimareños no Uruguai; Geraldo Vandré, Tom Jobim, Giberto Gil, Milton Nascimento, Chico Buarque e Caetano Veloso no Brasil.

### A música como arma de revolução
O artista engajado deveria assumir papel ativo na resistência à injustiça social, comprometendo-se com os ideais da esquerda, considerada a única via para a libertação da América Latina. A integração dos países latino-americanos era considerada fundamental para resistir ao domínio dos EUA, e isso se mostrava claro tanto no teor das letras, que enfatizavam o pan-americanismo e a oposição aos governos de direita, quanto na estrutura musical, que procurava resgatar a tradição popular folclórica e conectar referências sonoras de diversas partes do continente. O objetivo era criar, através da música, uma “identidade tipicamente latino-americana”, em contraposição à cultura de massas estadunidense.
Na América do Sul da década de 60, diversos golpes de Estado instauraram ditaduras militares; um dos pontos em comum entre elas era a oposição e perseguição ao viés político-ideológico da cultura. Por isso, os estilos musicais privilegiados nestes países eram aqueles que excluíam de suas letras as críticas aos regimes. Logo, os artistas que davam voz a canções de protesto sofreram constantes ataques por parte dos governos de seus países; muitos foram exilados, torturados ou até mesmo mortos pelas ditaduras.
Ao redor da América Latina, esses movimentos vinculados à Nueva Canción buscaram se aproximar para se fortalecerem. O ano de 1967 foi particularmente significativo: foi realizada em Cuba, no mês de agosto, a Primera Conferencia de Solidaridad de los Pueblos de America Latina, e criou-se a Organización Latinoamericana de Solidaridad (OLAS). Durante a conferência foi promovido o I Encuentro de La Canción Protesta, que promoveu concertos e debates contando com representantes de diversos países.  A partir deste ano, a canção engajada seria enriquecida, tanto em termos estéticos, pelo intercâmbio de idéias, quanto na crítica social, que passaria a enfocar ainda mais o anti-imperialismo estadunidense e a defesa da revolução.

### Chile
As características gerais do movimento podem ser aplicadas com propriedade ao contexto chileno: a Nova Canção Chilena surgiu no início da década de 60 a partir do desejo de uma nova geração de jovens de criarem uma música popular moderna, que valorizasse a tradição folclórica, mas também estivesse atenta às características de um novo tempo que se anunciava no país. Jovens artistas, como Ángel e Isabel Parra, Ronaldo Alarcón e Victor Jara, reuniam-se em universidades ou em peñas — pequenas casas de espetáculo onde se apresentavam poetas, cantores e bailarinos ligados à tradição folclórica  — e ali construíam um novo estilo musical que tinha como marcas a fusão de elementos musicais latino-americanos e a busca por mudanças sociais. Essa geração desfrutou de maior liberdade que em outros países da América do Sul, como o Brasil, visto que, em 1964, foi eleito Eduardo Frei, que defendia medidas alinhadas à esquerda como a reforma agrária e educacional. Ainda assim persistia a crítica à influência econômica, política e cultural dos EUA, especialmente quando, próximo ao fim da década, o governo de Frei se encontrou num impasse diante da necessidade de equilibrar as reformas sociais aos interesses do capital internacional.
Em 1970, Salvador Allende concorreu à eleição para a presidência, propondo uma via democrática ao socialismo, e recebeu apoio de diversos compositores e intérpretes da Nueva Canción. Quando Allende venceu a eleição, esses artistas continuaram tendo papel importante: alguns foram nomeados “Embaixadores Culturais do Governo Popular”, outros contratados para se apresentar em universidades; todos comprometidos em veicular a considerada “arte popular oficial”. As iniciativas de reforma social de Allende foram bruscamente interrompidas em 1973, com o golpe militar comandado por Augusto Pinochet. A Nova Canção Chilena sofreu duros golpes: alguns artistas, como Victor Jara, foram presos e assassinados pelo regime devido ao apoio a Allende.

### Argentina
A canção de intervenção também estava presente na Argentina: no cenário de intervenção militar no país, aconteceu uma das primeiras articulações de artistas argentinos em torno de um projeto que buscava novas diretrizes para a canção popular e que ficou conhecido como “movimento do nuevo cancioneiro argentino”.
O movimento teve seu lançamento oficial em um concerto realizado no Círculo de Jornalistas de Mendoza, em fevereiro de 1963 e contou com a presença dos músicos Óscar Matus, Mercedes Sosa, Tito Francia, entre outros. Dentre todos os acontecimentos do evento, o principal consistiu na leitura pública do Manifiesto del Nuevo Cancionero, documento que que congregava os princípios defendidos pelo movimento.
Uma das propostas fundamentais do movimento era a busca de uma música nacional de conteúdo popular. Essa proposta seria a criação de uma canção que expressasse ao mesmo tempo o nacional e o popular e que combatesse a invasão das “formas decadentes” vindas de fora. Ao fazer isso, o povo argentino tomaria consciência da sua nacionalidade, provocando assim mudanças profundas no destino histórico do país. A ideia do nuevo cancioneiro argentino era espalhar o movimento por toda a América Latina e assim desenvolver diálogos entre diferentes países, colocando a canção argentina em contato com as demais produções do continente, de modo a integrá-lo cada vez mais.

### Uruguai
O ano de 1962 é o marco inicial da formação da música de protesto no Uruguai. Isto aconteceu pois este foi o ano da gravação do primeiro disco do duo Los Olimarenos. O disco aborda diversas problemáticas sociais, como o mundo dos patrões e empregados e as dificuldades dos trabalhadores. Elementos que marcaram a canción protesta uruguaia aparecem em toda a obra, e ganham destaque também no primeiro trabalho discográfico de Daniel Viglietti. Viglietti trabalha em seu disco a questão da unidade americana e o destino da América e de seu povo.
Estes dois discos inaugurais da canción protesta uruguaia continham elementos que caracterizaram toda a produção engajada das décadas de 60 e 70, como por exemplo, a busca pela unidade latino-americana através do diálogo por meio da música.

### Brasil
No Brasil, o golpe de estado de 1964 que destituiu João Goulart da presidência, e a ditadura militar que se seguiu e que durou por 21 anos, se assemelhou em muitos aspectos às características das ditaduras militares latino-americanas em geral. Desde o período anterior à ditadura, artistas brasileiros já apresentavam suas críticas por meio de suas músicas; mas seria com os festivais de canção transmitidos pela televisão (TV Excelsior, TV Record, TV Globo), que as canções de protesto ganhariam cada vez mais espaço. Os cantores concorriam em diversas categorias, como Melhor Canção e Melhor intérprete, apresentando-se para um público formado principalmente por jovens estudantes. Estes festivais projetaram nomes como o de Elis Regina, Chico Buarque, Gilberto Gil, Caetano Veloso, entre outros.
Em 1967, surgiu o tropicalismo, liderado por Gilberto Gil e Caetano Veloso, que, misturando elementos da cultura popular e da cultura de massas, buscava criar uma música tipicamente brasileira. Embora as letras não contivessem mensagens tão explicitamente políticas quanto canções como “Pra não dizer que não falei das flores” de Geraldo Vandré, ou “Apesar de você” de Chico Buarque, o movimento foi perseguido por questionar o conservadorismo da sociedade brasileira e propor uma revolução dos costumes. Quando, em 1968, o governo militar baixou o Ato Institucional n° 5, o regime chegou ao ápice da repressão e censura em todas as esferas; com isso, muitos artistas mais engajados na luta revolucionária contra a ditadura, foram presos ou mandados para o exílio.

## Artistas e conjuntos musicais famosos por sua música de intervenção ou protesto

### Portugueses
- Adriano Correia de Oliveira[9]
- Banda do Casaco
- Brigada Victor Jara[10]
- Carlos do Carmo
- Fausto Bordalo Dias[11]
- Fernando Tordo[12]
- Francisco Fanhais (ou Padre Fanhais)
- GAC
- Janita Salomé
- José Afonso[13]
- José Barata-Moura
- José Mário Branco[12]
- Luís Cília
- Luís Represas
- Manuel Freire
- Mário Mata
- Paulo de Carvalho
- Sérgio Godinho[12]
- Vitorino Salomé
- José Jorge Letria

### Brasileiros (MPB)
- Chico Buarque: co-compositor "Cálice" (criada e proibida em março de 1973, seria lançada em disco apenas em 1978) e "Acorda, Amor", compôs "Apesar de Você" e "Jorge Maravilha";
- Gilberto Gil: co-compositor "Cálice";
- Caetano Veloso: compôs "É Proibido Proibir" e "Alegria, Alegria";
- Geraldo Vandré: compôs "Pra não Dizer que não Falei das Flores", considerada a mais emblemática canção de protesto lançada durante a ditadura militar;
- Edu Lobo: compôs "Ponteio" juntamente com Capinam;[1]
- Sérgio Ricardo: compôs "Zelão" em 1960, primeira canção engajada a aparecer dentro da Bossa Nova. Em 1973, lançou "Calabouço" e "Vou Renovar";
- Paulo César Pinheiro: compôs "Pesadelo";
- Marcos Valle e Paulo Sérgio Valle, que juntos compuseram: "Viola Enluarada";
- Leonel Paiva: ajudou a compor "Acorda, Amor";[14][15]
- Taiguara: compôs "Que as Crianças Cantem Livres".[16]

### Bandas de Rock de protesto no Brasil
- Legião Urbana;
- Plebe Rude;
- Paralamas do Sucesso;
- Capital Inicial; e
- Titãs.[16]

### No gênero punk rock
O movimento punk rock, fazia criticas à Guerra Fria, ao nacionalismo e à monarquia britânica, tinha dentre seus representantes bandas como:
- Ramones;
- Sex Pistols;
- The Clash.[16]

## Músicas de Protesto
- "Revolution" (The Beatles);
- "We Love You" (The Rolling Stones);
- "Sunday Bloody Sunday" (U2), que fazia referência ao "Domingo Sangrento", trágico evento ocorrido em 1972, em Derry, na Irlanda do Norte;
- "American Idiot" (Green Day), que criticava a presença militar dos EUA no Iraque;[16]
- "Power to the People" (John Lennon);
- "Até Quando Brasil Colônia?" (Oriente);
- "People Have the Power" (Patti Smith);
- "Até Quando?" (Gabriel, o Pensador);
- "The Times They Are a-Changin'" e "Blowin' in the Wind" (Bob Dylan);
- "Minha Alma (A Paz que Eu Não Quero)" e "Vem pra Rua" (O Rappa);
- "Como Nossos Pais" (Belchior);
- "Get Up, Stand Up" (The Wailers);
- "O Tempo Não Para" e "Brasil"[17] (Cazuza);
- "Know Your Rights" (The Clash);
- "Killing in the Name" (Rage Against The Machine);
- "The Revolution Will Not Be Televised" (Gil Scott-Heron);
- "Vossa Excelência" (Titãs);
- "Latinoamérica" (Calle 13);
- "Fight the Power" (Public Enemy);
- "É" (Gonzaguinha)
- "Flick of the Finger" (Beady Eye)
- "Mosca na Sopa" (Raul Seixas)
- "Won't Get Fooled Again" (The Who).[18]
- "O Bêbado e a Equilibrista": composta por Aldir Blanc e João Bosco, interpretado por Elis Regina, destacava o sofrimento de viúvas de vítimas da ditadura militar no Brasil e defendia a Anistia aos exilados pela ditadura;
- "Acender as Velas" (Zé Keti).[15]

## Ver Também
- Nueva Canción Latinoamericana